# Hypognatha solimoes
Hypognatha solimoes Levi, 1996 è un ragno appartenente alla famiglia Araneidae.

## Etimologia
Il nome della specie deriva dalla località brasiliana di rinvenimento degli esemplari: Alto Solimoes

## Caratteristiche
L'olotipo femminile rinvenuto ha dimensioni: cefalotorace lungo 1,53mm, largo 1,29mm; opistosoma lungo 2,4mm, largo 2,7mm.

## Distribuzione
La specie è stata reperita nel Brasile settentrionale: nell'Alto Solimoes, appartenente allo stato di Amazonas.

## Tassonomia
Al 2014 non sono note sottospecie e dal 1996 non sono stati esaminati nuovi esemplari.